# Нетопыри
Нетопыри́ (лат. Pipistrellus) — род гладконосых летучих мышей, включающий около 40 видов. Их масса обычно составляет 3—20 г, длина тела 35—62 мм, длина хвоста 25—50 мм, длина предплечья 26—50 мм, размах крыльев 20—35 см.

## Описание
Морда укорочена, уши короткие. Козелок продолговатый, с закруглённой вершиной, слегка загнут вперёд. Крылья сравнительно узкие и заострённые (более, чем у Hypsugo и Eptesicus, но в значительно меньшей степени, чем у Nyctalus). Эпиблема развита, с хрящевой перегородкой. Малых предкоренных зубов 1/1, резцов 2/3. Малый верхний предкоренной зуб всегда вытеснен из зубного ряда, но редуцирован в разной степени. Нижние коренные зубы никталодонтного типа. Шерсть обычно короткая и густая. Окрас от тёмно-коричневого до песчаного, иногда с рыжеватым оттенком. Хромосомный набор варьирует от 34 до 44.

## Распространение
От умеренного пояса Евразии до Южной Африки и Австралии.

## Образ жизни и среда обитания
Населяют разнообразные зоны от пустынь до умеренных смешанных и тропических дождевых лесов, в горах до 3000 м; часто живут в поселениях человека. Питаются насекомыми, ловя их на лету. Селятся в постройках человека и в различных естественных полостях, предпочитая щелевидные укрытия. В умеренных широтах совершают сезонные миграции до 1600 км, впадая на зиму в оцепенение. Зимуют в дуплах и постройках человека. Спаривание после окончания лактации или на зимовках, в умеренных областях выражен осенний гон. Беременность 45—60 дней. В выводке 1—3 (обычно 2) детёныша. Лактация около 1—1,5 месяцев. В сезон размножения самки образуют выводковые колонии, обычно до нескольких десятков, реже — сотен особей, самцы держатся обособленно. Размножаются обычно в начале лета или влажного сезона, некоторые тропические виды — круглый год. Живут до 16 (в среднем 3—5) лет.

## Виды
На территории России и сопредельных стран — вероятно, пять видов:
- Pipistrellus nathusii — Лесной нетопырь
- Pipistrellus pipistrellus — Нетопырь-карлик
- Pipistrellus pygmaeus — Малый нетопырь
- Pipistrellus abramus — Восточный нетопырь
- Pipistrellus kuhlii — Средиземноморский нетопырь.

## Классификация
Названия приведены в соответствии с АИ:
- Pipistrellus abramus — Восточный нетопырь
- Pipistrellus adamsi
- Pipistrellus aero — Кенийский нетопырь
- Pipistrellus angulatus
- Pipistrellus capensis — Капский нетопырь[4]
- Pipistrellus ceylonicus — Цейлонский нетопырь
- Pipistrellus collinus
- Pipistrellus coromandra — Коромандельский нетопырь
- Pipistrellus deserti — Пустынный нетопырь
- Pipistrellus endoi — Нетопырь Эндо[5]
- Pipistrellus grandidieri
- Pipistrellus hanaki
- Pipistrellus hesperidus — Западный нетопырь
- Pipistrellus inexspectatus — Нетопырь Эллена[5]
- Pipistrellus javanicus — Яванский нетопырь[5]
- Pipistrellus kuhlii — Средиземноморский нетопырь
- Pipistrellus minahassae — Минахасский нетопырь
- Pipistrellus murrayi (†?, последняя встреча в августе 2009)
- Pipistrellus nanulus — Карликовый камерунский нетопырь, или крошечный нетопырь[5]
- Pipistrellus nathusii — Лесной нетопырь
- Pipistrellus papuanus
- Pipistrellus paterculus — Северобирманский нетопырь[5]
- Pipistrellus permixtus — Дар-эс-саламский нетопырь
- Pipistrellus pipistrellus — Нетопырь-карлик
- Pipistrellus pygmaeus
- Pipistrellus raceyi
- Pipistrellus rueppellii — Нетопырь Рюппеля
- Pipistrellus rusticus — Рыжий нетопырь
- Pipistrellus stenopterus — Малайская вечерница
- Pipistrellus sturdeei († 2000)
- Pipistrellus tenuis — Тонкий нетопырь, или изящный нетопырь[5]
- Pipistrellus wattsi
- Pipistrellus westralis.

## Мистификация и легенды
Нетопыри с начала времен будоражили умы людей и становились предметом мистификаций. Хотя в древней Греции их не считали  таинственным порождением темных сил, они  становились забавными героями басен, а у Гомера — даже источником величественных метафор. В одной басне, в которой описывается война существ, нетопыри воевали то  на одной стороне — летающих, то на другой — ходящих,  в итоге навлекли на себя гнев обеих сторон, из-за чего были принуждены скрываться в ночном мраке. В другой, при нападениях ласки, притворяется то мышью, то птицей и меняет имена. В третьей нетопырь занял деньги для торговли, и поэтому выходит из дома только по ночам, боясь показаться кредиторам днём. Всё меняется в средние века — летучая мышь превращается в подручных колдуний и колдунов, крылья как у нетопыря вырастают у дьявола и дракона, а повадки делают нетопыря синонимом болезни и похоти.